# ماتيو سلاماند
ماتيو سلاماند (بالفرنسية: Mathieu Salamand)‏ (17 أبريل 1991 بليون في فرنسا - ) هو لاعب كرة قدم فرنسي في مركز الوسط. لعب مع نادي بيل-بيين ونادي ثون.

## وصلات خارجية
- ماتيو سلاماند على موقع قاعدة بيانات كرة القدم.إي يو (الإنجليزية)
- ماتيو سلاماند على موقع AS.com (الإسبانية)